# Orbaden
Orbaden is een plaats in de gemeente Bollnäs in het landschap Hälsingland en de provincie Gävleborgs län in Zweden. De plaats heeft 101 inwoners (2005) en een oppervlakte van 57 hectare. De plaats ligt aan de rivier de Ljusnan, men kan hier ook zwemmen in deze rivier. In de plaats zijn een midgetgolfbaan, een camping, een kuuroord, een jeugdherberg en een conferentiecentrum te vinden, ook zijn er nog voorzieningen voor andere vrijetijdsactiviteiten.

## Verkeer en vervoer
Bij de plaats loopt de Riksväg 83.
De plaats ligt zonder een station aan de spoorlijn Ånge - Storvik.